# Neil MacCormick
Sir Donald Neil MacCormick (Glasgow, 27 de Maio de 1941 – Edimburgo, 5 de Abril de 2009) foi um jurista, filósofo e político escocês. Foi membro do Parlamento Europeu entre 1999 e 2004, pelo Partido Nacional Escocês.

## Vida e carreira acadêmica
Neil MacCormick nasceu em Glasgow em 27 de maio de 1941, filho de John MacCormick, um dos fundadores do SNP (Partido Nacional Escocês). Realizou seus estudos colegiais na High School of Glasgow. Posteriormente, graduou-se em Filosofia e Literatura Inglesa na Universidade de Glasgow e também obteve o Bacharelado em Ciências Jurídicas na Universidade de Oxford (Balliol College) com bolsas. Durante os estudos em Oxford, MacCormick foi influenciado pelo professor H. L. A. Hart. Em 1982, ele recebeu o título de LLD pela Universidade de Edimburgo.
Na área acadêmica, MacCormick foi professor de Ciências Jurídicas na Faculdade de Direito da Universidade de Dundee (que estava associada à Universidade de St Andrews na época) de 1965 a 1967. Em seguida, foi fellow e tutor de ciências jurídicas na Universidade de Oxford, entre 1968 e 1972. Depois disso, ocupou o cargo de Professor Catedrático (Cátedra Regius) de Direito Público e Direito da Natureza e das Nações na Universidade de Edimburgo. 
Ele também foi Professor Pesquisador Leverhulme da Universidade de Edimburgo de 1997 a 1999 e de 2004 a 2008. Além disso, ele chegou a ser Decano da Faculdade de Direito entre 1973 a 1976 e foi algumas vezes Pró-Reitor do Centro de Direito e Ciências Sociais, além de Vice-Diretor para Assuntos Internacionais .
MacCormick foi membro de vários conselhos e vários departamentos governamentais. Foi eleito membro do Parlamento Europeu em 1999. 
Em 1º de fevereiro de 2008, se aposentou da Cátedra Regius depois de 36 anos como Professor na Universidade de Edimburgo. Ele foi homenageado com uma série de palestras em seu nome pela Faculdade de Direito daquela Universidade e ministrou a Palestra de Tercentenário de Abertura da Faculdade de Direito em 18 de janeiro de 2007. Ele proferiu sua última palestra como Professor Regius, intitulada 'Just Law' (Direito Justo), em 28 de janeiro de 2008. Ele continuou, então, em seu papel como Presidente da Associação Internacional de Filosofia do Direito e Filosofia Social.
MacCormick foi membro do Conselho de Radiodifusão da Escócia, do Conselho Econômico e Social de Pesquisa, do Conselho de Pesquisa do Instituto Universitário Europeu e da Fundação Europeia de Ciência, além de ter integrado diversos comitês departamentais do governo que investigavam questões de interesse público.

## Carreira Política
MacCormick concorreu pelo SNP (Partido Nacional Escocês) em Edimburgo em 1983 e 1987, ficando em quarto lugar em ambas as ocasiões. Posteriormente, em setembro de 1998, foi selecionado pelos delegados na Conferência do Partido como candidato para as eleições do Parlamento Europeu em 1999. 
Eleito para o Parlamento Europeu em 1999, licenciou-se da Universidade de Edimburgo. Nesta época, o professor MacCormick participou da Convenção sobre o Futuro da Europa de 2002 a 2003, redigindo o projeto de Tratado Constitucional para a União Europeia. Ele foi eleito "eurodeputado escocês do ano" em 2001, 2002 e 2003 no Scottish Politician of the Year Awards, mas se retirou do cargo eleito em 2004 para concluir sua posição como Professor Pesquisador Leverhulme em Edimburgo.
Foi eleito vice-presidente do seu Partido em 1999 e permaneceu no cargo até 2004. Em 2007, MacCormick foi nomeado como Conselheiro especial sobre a Europa para o recém-eleito governo escocês liderado por seu partido político.
Em 1999, MacCormick foi nomeado Conselheiro da Rainha 'honoris causa' e foi nomeado Cavaleiro nas honras do aniversário da Rainha Elizabeth II em 2001, em reconhecimento aos serviços prestados à pesquisa em Direito. 
Em 2004, também recebeu a Medalha de Ouro Real da Royal Society of Edinburgh por Conquista Notável. Foi membro honorário de diversas instituições e recebeu diplomas e honrarias em universidades de diferentes continentes.

## Trabalhos notáveis
Escreveu inúmeros artigos e livros na área jurídica.
Dentre suas principais obras, destacam-se:
- "Legal Reasoning and Legal Theory" (no Brasil: Argumentação Jurídica e Teoria do Direito), 1978: com respostas às críticas de Ronald Dworkin ao conceito de direito de H.L.A. Hart;
- Legal Right and Social Democracy: Essays in Legal and Political Philosophy (1984);
- Rhetoric and The Rule of Law (2005) - no Brasil, "Retórica e o Estado de Direito";
- Institutions of Law (2007);
- Practical Reason in Law and Morality (2008).

## Doença e morte
Logo após se aposentar de sua Cátedra na Universidade de Edimburgo em 2008, MacCormick foi diagnosticado com câncer inoperável. O Professor MacCormick faleceu em 5 de abril de 2009.